# Schwemm
Koordinaten: 47° 39′ 31″ N, 12° 17′ 53″ O

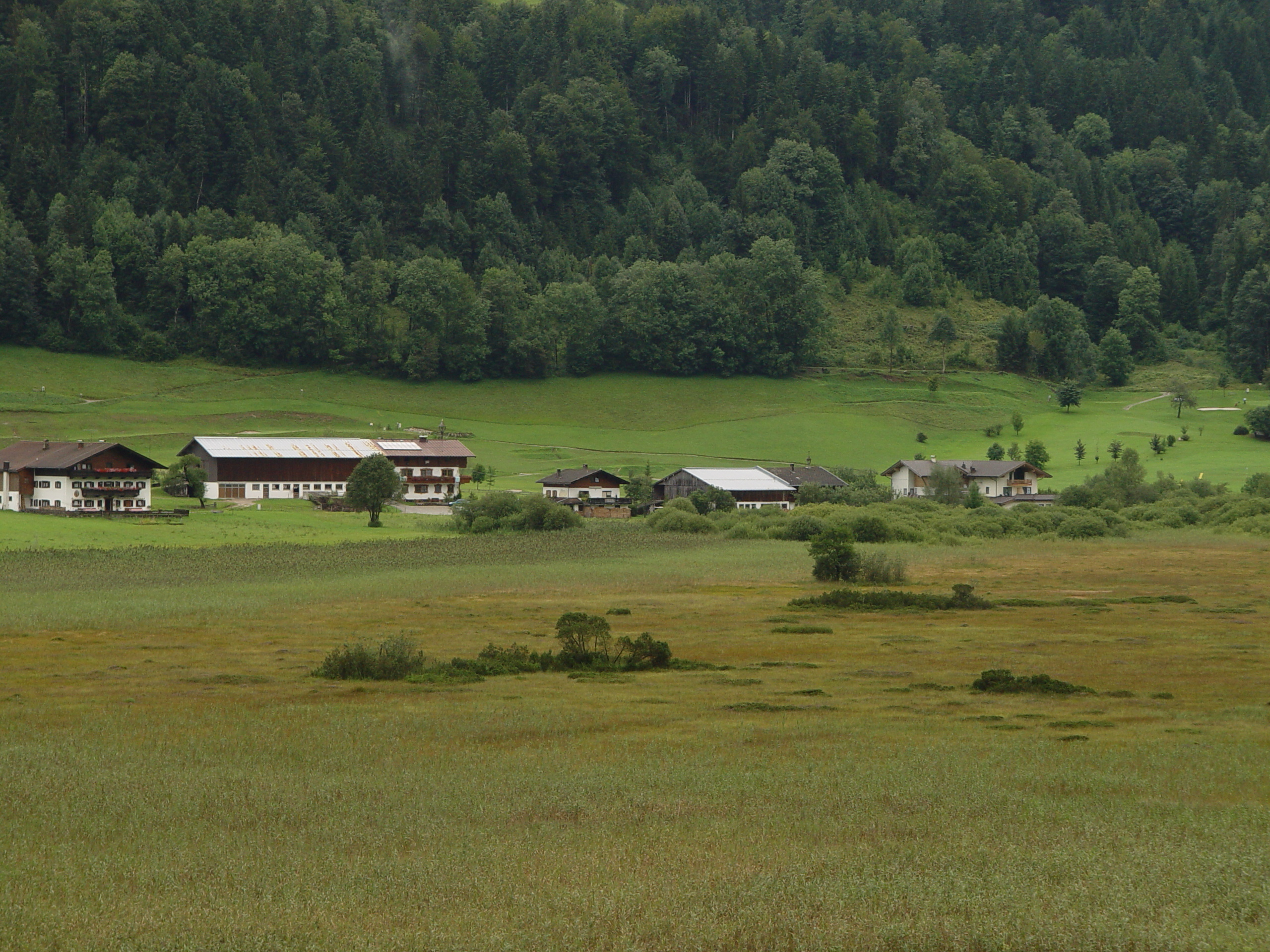
Blick auf die Schwemm

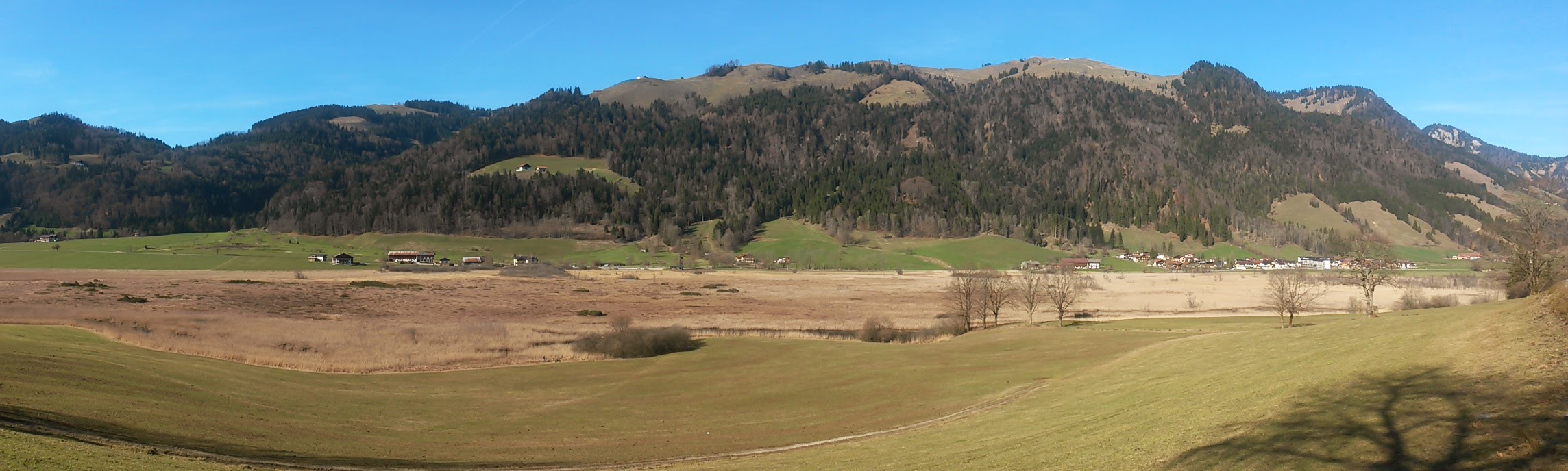
Panorama Schwemm vom Südufer

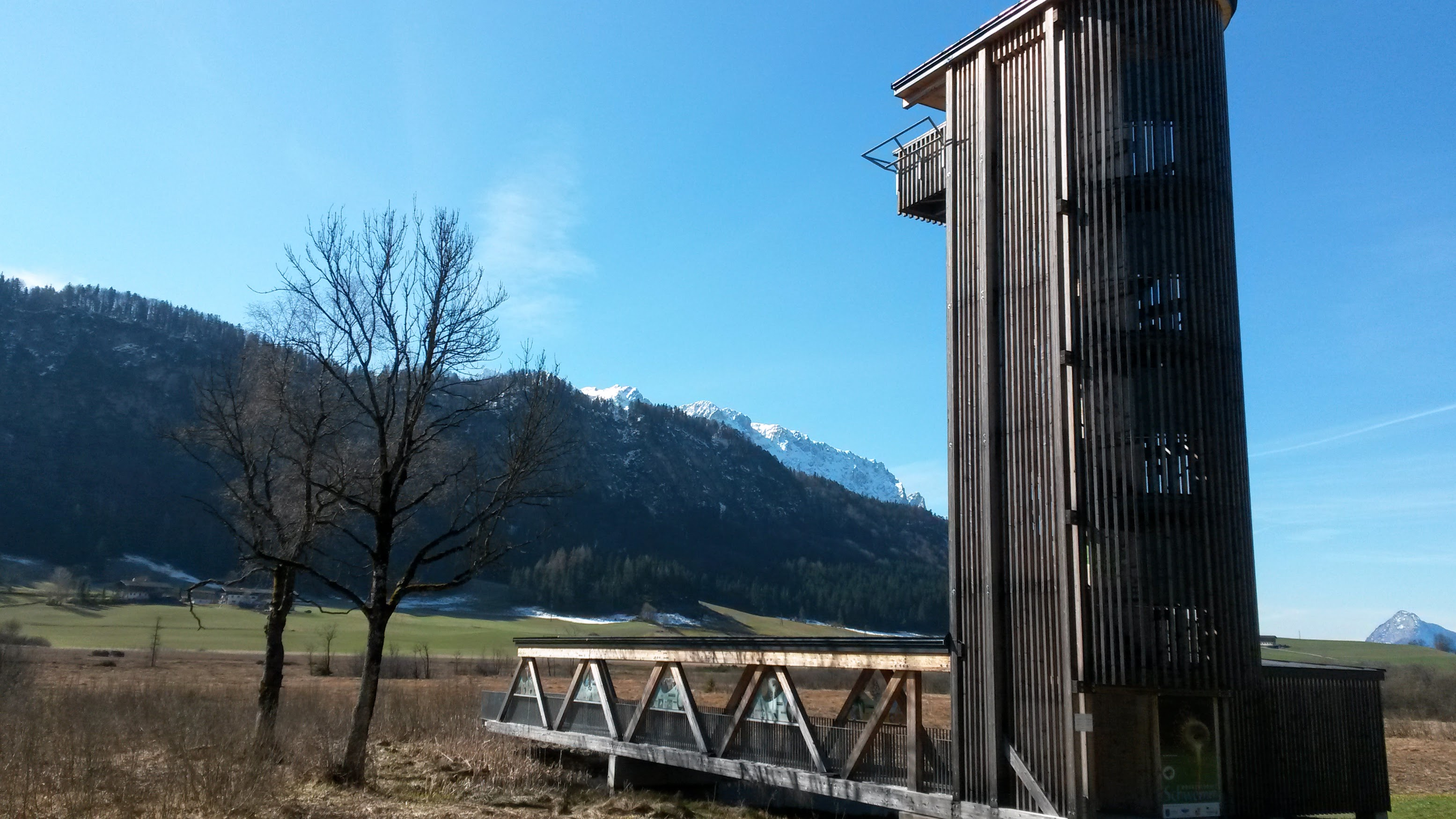
Aussichtsturm über der Schwemm

Die Schwemm bei Walchsee ist Nordtirols größte erhaltene Moorlandschaft, sie ist seit 2003 als Natura-2000-Gebiet und seit 2009 als Naturschutzgebiet ausgewiesen.

## Lage und Entstehung
Die Schwemm, das weitaus größte noch ungestörte Moorgebiet Nordtirols, liegt in einem breiten Tal zwischen dem Kaisergebirge im Süden und den Chiemgauer Alpen im Norden in unmittelbarer Nähe der Ortschaft Walchsee. Der von Wiesen und Weiden umrandete Moorkomplex nimmt eine Gesamtfläche von 66 ha ein. Der zentrale Teil liegt auf einer Seehöhe von 665 m ü. A. Die Schwemm entwässert über den Schwaigsbach und den Ramsbach in den Walchsee.
Entstanden ist das Moor durch die Verlandung eines Sees, der beim Abschmelzen der Gletscher nach der Eiszeit zwischen zwei Moränen aufgestaut wurde und mit dem Walchsee verbunden war. Durch das Geschiebe des Ramsbaches wurde die Seefläche später vom Walchsee abgetrennt und verlandete.
Der heutige Zustand zeigt einen zentralen Hochmooranteil, umschlossen von einem ringförmigen Zwischenmoor, das mit nassen, teilweise zur Streugewinnung gemähten Moorwiesen nach außen abschließt.

## Fauna und Flora
Die Schwemm ist als Standort einer Fülle seltener Tier- und Pflanzenarten, als Landschaftsbild von vollständig erhaltener Urtümlichkeit und als wichtiger Wasserspeicher von hohem landschaftsökologischen Wert.
Das Moor bietet einen Lebensraum für zahlreiche Vogelarten wie Neuntöter, Bruchwasserläufer, Rohrweihe, Grauspecht und Schwarzspecht und dient als Brutgebiet für Zugvögel wie Kanadagans, Schnatterente, Krickente, Bekassine, Kiebitz und Wacholderdrossel. Daneben finden sich Fledermäuse (Großes Mausohr, Kleine Hufeisennase), Amphibien (Gelbbauchunke, Kleiner Wasserfrosch), Schmetterlinge (Skabiosen-Scheckenfalter, Dunkler Wiesenknopf-Ameisenbläuling, Hochmoor-Perlmuttfalter, Großes Wiesenvögelchen), sowie zahlreiche Libellenarten wie die Zwerglibelle. Zu den bedeutenden vorkommenden Pflanzenarten gehören Sumpf-Glanzkraut, Rund- und Langblättriger Sonnentau, Sumpf-Bärlapp und Schlamm-Segge.
Durch den Nährstoffeintrag aus den umliegenden landwirtschaftlichen Flächen wächst der Schilfgürtel besonders stark. Um dem entgegenzuwirken, veranstaltet der WWF Österreich daher jährlich Schilfschneide-Aktionen, deren Ziel es ist, die Nährstoffe mit den grünen Schilfpflanzen zumindest teilweise wieder aus dem System zu entfernen.